# Giovanni Bovio

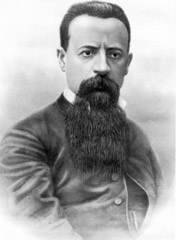
Giovanni Bovio.

Giovanni Bovio, född den 6 februari 1838 i Trani, död den 15 april 1903 i Neapel, var en italiensk rättslärd och politiker.
Bovio blev efter fullbordade studier först docent, sedermera (1879) extra ordinarie och 1892 ordinarie professor i rättsfilosofi vid Neapels universitet. År 1876 valdes han till medlem av deputeradekammaren, där han framstod som de radikalas ledare, häftig motståndare till påvedömet och kyrkan samt förfäktare av Italia irredenta. Bovio deltog ivrigt i agitationerna för allmän rösträtt och för upphävande av garantilagen. Han var fritänkare och republikan, en idealist i Mazzinis anda, orubbligt övertygelsetrogen och därför högt aktad även av motståndare. Bovio författade flera ganska högt skattade juridiska arbeten, bland annat Corso di scienza del diritto, Saggio critico del diritto penale e del nuovo fondamento etico (1883, 5:e upplagan 1902), Filosofia del diritto (4:e uppl. 1894) och Sommario della storia del diritto in Italia (1884). Hans juridiska arbeten utmärks av en stil, som är flytande på samma gång som kraftig och logisk. Av hans övriga arbeten väckte den nationalpolitiska skriften Uomini e tempi (1879) stort uppseende och ger en opartisk och skarp belysning av det dåtida Italiens politiska förhållanden.